# Louis Ozawa Changchien
Louis Ozawa Changchien (né le 11 octobre 1975) est un acteur américain surtout connu pour son rôle dans les films Predators (2010) et Jason Bourne : L'Héritage (2012).

## Enfance et éducation
Changchien est né dans le Queens, à New York, et a grandi à New York et au Japon , fils d'une mère japonaise, créatrice de bijoux et d'un père taïwanais . Il est scolarisé à la Riverdale Country School (en) ainsi qu'à la Stuyvesant High School et à l'université Brown, où il détient une maîtrise en théâtre.

## Carrière
Changchien est apparu pour la première fois dans le film de 1999 On the Q.T.. Depuis, il est apparu dans de nombreux films populaires, notamment Robot Stories, Fair Game, Predators et Jason Bourne : L'Héritage . Il a également fait des apparitions dans des séries telles que New York, police judiciaire, 3 lbs., Heroes and Villains, Lights Out, Blue Bloods, Hunters et Supergirl.

## Filmographie

### Cinéma
| Année | Titre                      | Rôle                 | Remarques                                   |
| ----- | -------------------------- | -------------------- | ------------------------------------------- |
| 1999  | On the Q.T.                | Kenneth              | Début                                       |
| 2003  | Robot Stories              | Wilson               |                                             |
| 2008  | Gigantic                   | Matsubara            |                                             |
| 2008  | Pretty to Think So         | Jiwon Kwon           |                                             |
| 2008  | Tomorrow Arigato           | Hiro                 |                                             |
| 2010  | Fair Game                  | Analyste nerveux # 1 |                                             |
| 2010  | Predators                  | Hanzo                | (VF : Éric Do ; VQ : Jean-François Beaupré) |
| 2011  | Lefty Loosey Righty Tighty | Michael              |                                             |
| 2012  | Jason Bourne : L'Héritage  | le tueur LARX # 3    |                                             |
| 2012  | Things I Don't Understand  | Tao                  |                                             |
| 2013  | America Falls              | Toru Suzuki          | Court métrage                               |
| 2014  | The Sisterhood of Night    | Stanley Huang        |                                             |
| 2015  | Someone Else               | Harry                |                                             |
| 2016  | Spectral                   | Sergent Chen         |                                             |
| 2017  | The Ningyo                 | Hatori Bikuni        | Court métrage                               |
| 2018  | Continuum                  | Larry Hu             | Court métrage                               |

- 2025 : Predator: Killer of Killers de Dan Trachtenberg (voix)

### Télévision
| Année     | Titre                         | Rôle                         | Remarques                                                                           |
| --------- | ----------------------------- | ---------------------------- | ----------------------------------------------------------------------------------- |
| 2006      | New York, police judiciaire   | Nguyen                       | Épisode: "Deadlock"                                                                 |
| 2006      | 3 lbs                         | Infirmier en soins intensifs | Épisode: "Dissarming"                                                               |
| 2008      | Heroes and Villains (en)      | Kobayakawa Hideaki           | Épisode: "Shogun"                                                                   |
| 2011      | Lights Out (en)               | Staff de l'événement         | Épisode: "Pilot", crédité comme Louis Changchien                                    |
| 2011      | The Miraculous Year           | Tamil Lee                    | Téléfilm                                                                            |
| 2012      | Blue Bloods                   | Abdul Sayid                  | Épisode 3x05 : « La Médaille du courage » ("Risk and Reward"=                       |
| 2013      | Marvel : Les Agents du SHIELD | Chan Ho Yin / Scorch         | Épisode 1x05: « Scorch »/"Girl in the Flower Dress (en)" ((VF : Anatole de Bodinat) |
| 2013      | Hawaii 5-0                    | Riku Sato                    | Épisode 4x08: "Akanahe"                                                             |
| 2014      | Matador                       | Samuel                       | Rôle récurrent, 12 épisodes                                                         |
| 2014      | True Blood                    | Hiroki                       | 2 épisodes (7x03 « Tous aux abris ! » et 7x05 « Cause perdue »)                     |
| 2015      | RIP : Fauchés et sans repos   | Dr. Wong                     | Épisode: "Finger F...Ked "                                                          |
| 2015-2016 | Le Maître du Haut Château     | Paul Kasoura                 | 5 épisodes                                                                          |
| 2016      | Les Mystères de Laura         | Jimmy Chun                   | 2 épisodes                                                                          |
| 2017      | MacGyver                      | Dev Singh                    | Épisode 2x09: « De l'eau dans le gaz » ("CD-ROM + Hoagie Foil")                     |
| 2018      | Harry Bosch                   | Chuck Deng                   | 6 épisodes                                                                          |
| 2018      | Kidding                       | M. Pickles-San               | 3 épisodes                                                                          |
| 2018      | Magnum                        | Alan Sako                    | Épisode: "The Ties That Bind"                                                       |
| 2018      | Elementary                    | Go Shinura                   | Épisode: "Give Me the Finger"                                                       |
| 2019      | Supergirl                     | Hat                          | 2 épisodes                                                                          |
| 2019      | The Good Fight                | Oshito                       | Épisode: "The One Inspired by Ray Cohn"                                             |
| 2019      | Blindspot                     | Ken Lee                      | Épisode: "The Tale of the Book of Secrets"                                          |
| 2020      | Hunters                       | Joe Torrance                 | 10 épisodes                                                                         |

### Jeu vidéo
| Année | Titre                                 | Rôle                          | Remarques                      |
| ----- | ------------------------------------- | ----------------------------- | ------------------------------ |
| 2008  | Midnight Club: Los Angeles            | Andrew                        | Crédité comme Louis Changchien |
| 2009  | Grand Theft Auto: The Lost and Damned | The New Crowd of Liberty City | Crédité comme Louis Changchien |